# Georges Bach
Pour les articles homonymes, voir Bach (homonymie).
Georges Bach, né le 12 juin 1955 à Luxembourg-Ville (Luxembourg), est un homme politique luxembourgeois, membre du Parti populaire chrétien social (CSV).

## Biographie
Lors des élections européennes de 2009 il est au Parlement européen, où il siège au sein du groupe du Parti populaire européen. Il est réélu en élections européennes de 2014.